# Nintendo World Championships
Nintendo World Championships (NWC) var en e-sporttävling som hölls av Nintendo i USA 1990. Tävlingen gick ut på att få flest poäng i det för tävlingen speciellt framtagna spelet Nintendo World Championships, som innehåller modifierade versioner av de tre NES-spelen Super Mario Bros., Rad Racer och Tetris. Tävlingen turnerade genom USA och avslutades med en final i Hollywood.
Tävlingen baserades delvis på den fiktiva tävlingen från filmen Gameboy från 1989.

## Tävlingarna
NWC turnerade genom 29 städer i USA, med totalt 30 deltävlingar (varav två i Los Angeles) samt en final. Tävlingarna hölls fredag eftermiddag till söndag kväll.
Det fanns tre ålderskategorier i NWC: upp till 11 år, 12–17 år, samt 18 år och över. Deltagarna behövde samla 175 000 poäng för att gå vidare till den andra omgången, och 200 000 för att gå vidare till semifinalen. I semifinalen spelade upp till 100 personer samtidigt mot varandra. De sju i respektive åldersgrupp med högst poäng fick sedan spela mot varandra på scen inför publik, och de två bästa därifrån gick vidare till en sista omgång. Vinnaren i den sista omgången fick en plats i finalen på Universal Studios Hollywood.
Finalen fungerade på liknande sätt – de 30 finalisterna i respektive åldersgrupp tävlade mot varandra, sju gick vidare, och av dem fick två till slut mötas om titeln som världsmästare.

### Priser
De tre finalvinnarna fick vardera 10 000 amerikanska dollar i sparobligationer, en Geo Metro cabriolet (1990 års modell), en 40-tums bakprojektor-tv, samt en Mario-statyett i guld. Tvåorna fick 1 000 dollar i sparobligationer, samt en Mario-statyett i silver. Spelarna som kom på tredje till sjunde plats fick vardera 1 000 dollar i sparobligationer.
Alla 90 semifinalister fick vardera 50 dollar i presentkort hos Nintendo, en NWC-keps och samlarknappar, samt en kopia av NWC-kassetten. De sju bästa i respektive åldersgrupp fick dessutom varsitt Game Boy, och tvåorna fick varsin Power Pad. Vinnarna vann varsin pokal, 250 dollar, samt en resa för två till finalen.

## Resultat
De tre vinnarna var:
- Jeff Hansen (11 och under)
- Thor Aackerlund (12–17)
- Robert Whiteman (18 och över)

| Stad                | Upp till 11             | 12 till 17       | 18 och över      |
| ------------------- | ----------------------- | ---------------- | ---------------- |
| Dallas              | Peter Carter            | Jeff Baker       | Ray White        |
| Cleveland           | Adam Misosky            | Mike Winzinek    | Darko Tankosic   |
| Philadelphia        | Paul Lee                | Josh Caraciolo   | Vince Kailis     |
| Pittsburgh          | Mike Trogdon            | Phil Evans       | Bruce Trogdon    |
| Detroit             | Shaun Joyce             | John Wyman       | Chris Dillard    |
| Indianapolis        | Shannon Gresh           | Steven Gingerich | Chris Holt       |
| Boston              | David Moreton           | Jason Orlando    | Steve Factor     |
| New York            | Michael Alex            | Rob Bianco       | Robert Whiteman  |
| Hartford            | Jeremy Wall             | Eric Trinagel    | Mike Ferranti    |
| Chicago             | Jacob Winch             | Mark Cabanayan   | Kevin Papke      |
| Houston             | Long Khuu               | Thor Aackerlund  | Marcelo Gonzalez |
| Saint Paul          | Andrew Luers            | Curt Thorn       | Pat Kensicki     |
| Oklahoma City       | Heather Martin          | Kevin Gilley     | Pete Florez      |
| Phoenix             | Justin Grant            | Jeff Bender      | Richard Watson   |
| Seattle             | Nicholas Membrez-Weiler | Justin Ellstrom  | Eden Stamm       |
| Portland            | Dallas Lang             | Mike Stricklett  | Chris McCormack  |
| Norfolk             | John Yandle             | Kenny Welch      | Bob Bender       |
| New Jersey          | Jared Cohen             | David Lopez      | Mike Iarossi     |
| Cincinnati          | Reid Somori             | Jeff Brearly     | Tim Ross         |
| Milwaukee           | Jason Brandos           | Tim Drews        | Donna Thomas     |
| Kansas City         | Randy Napier            | Jason Haag       | Alan Von Ah      |
| Oakland             | Christopher Vu          | Robin Mihara     | Michael Pirring  |
| Los Angeles (del 1) | Michael Scott           | Chris Tang       | Grant Nakata     |
| Los Angeles (del 2) | Al Paung Kanan          | Alan Hong        | Colleen Cardas   |
| Salt Lake City      | Heeth Kell              | Jeff Falco       | David Jachmann   |
| Denver              | Dustin Durham           | Shannon Webster  | Cassandra Ross   |
| New Orleans         | Johnny Crosby           | Paul Williams    | John Yates       |
| Atlanta             | Jeremy Tomashek         | Nick Wietlisback | Joe Somori       |
| Miami               | Bradley Brunet          | Daniel Raymond   | Erik Aackerlund  |
| Tampa               | Jeff Hansen             | Rich Ambler      | Rob Minasian     |

## Spelen
Spelkassetten var en specialutgåva som Nintendo hade skapat endast för NWC. När spelet startar har spelaren 6 minuter och 21 sekunder på sig att samla så många poäng som möjligt i tre "minispel". De tre spelen och deras respektive mål är:
1. Super Mario Bros. – samla 50 mynt.
2. Rad Racer – klara första banan.
3. Tetris – spela tills tiden tar slut.

Den totala poängen räknas ut som poängen från Super Mario Bros., plus 10 gånger poängen från Rad Racer, plus 25 gånger poängen från Tetris. Spelen är riggade så att spelaren inte kan dö (få game over), men om spelaren misslyckas i Tetris så stannar spelet tills tiden har runnit ut. Eftersom Tetris-delen ger flest poäng är den mesta framgångsrika strategin att klara av de två första spelen så snabbt som möjligt.
Ett liknande spel finns sedan 2014 till Wii U, som del av NES Remix 2: Nintendo World Championships Remix. Där spelas de tre spelen Super Mario Bros., Super Mario Bros. 3 och Dr. Mario.

### Spelkassetten
Nintendo World Championships-spelet och kassetten togs fram av Nintendo speciellt för tävlingen och massproducerades aldrig för försäljning. Officiellt fanns det 90 kassetter, som delades ut till de 90 finalisterna efter tävlingen. Dessa kassetter är gråa som vanliga NES-spel, men etiketten är specialgjord och limmades inte på med samma kvalitet. Kassetterna har en öppning med en DIP-switch som kan användas till att sätta tidsbegränsningen. Varje kassett har dessutom ett unikt serienummer.
Det finns ytterligare 26 kassetter, som producerades och delades ut som priser i en separat tävling av Nintendo Power. Dessa kassetter är guldfärgade likt The Legend of Zelda. Till skillnad från de gråa kassetterna saknar de serienummer.

### Samlarvärde
Till följd av den begränsade upplagan och dess status som tävlingspris anses Nintendo World Championships-spelet vara ett av de mest värdefulla någonsin. De guldfärgade kassetterna är sällsyntare och dyrare än de gråa. På nätbaserade auktioner kan spelet säljas för över 20 000 dollar.